# Ludwig Czerny
Ludwig Czerny (Viena, 1821 --- Viena, 1889) foi um pintor, desenhista e gravador nascido na Áustria que visitou o Brasil no século XIX em viagem de circunavegação.
Deixou várias paisagens focalizando os arredores do Rio de Janeiro mas não se sabe exatamente o ano ou anos em que aqui esteve. Seu quadro intitulado Nossa Senhora da Glória do Outeiro está datado de 1850.
Estudou e graduou-se na Academia de Belas-Artes de Viena, da qual, posteriormente, tornar-se-ia professor
Quase toda sua produção artística se encontra nos museus e galerias de seu país natal. As paisagens em que Czerny adota como tema o panorama brasileiro podem ser encontrados no Museu Castro Maya, na Biblioteca Nacional do Rio de Janeiro e em raras coleções particulares.